# Les Guerreaux
Les Guerreaux és un municipi francès, situat al departament de Saona i Loira i a la regió de Borgonya - Franc Comtat. L'any 2007 tenia 259 habitants.

## Demografia

### Població
El 2007 la població de fet de Les Guerreaux era de 259 persones. Hi havia 100 famílies, de les quals 24 eren unipersonals (16 homes vivint sols i 8 dones vivint soles), 32 parelles sense fills i 44 parelles amb fills.
La població ha evolucionat segons el següent gràfic:
Habitants censats

### Habitatges
El 2007 hi havia 145 habitatges, 104 eren l'habitatge principal de la família, 31 eren segones residències i 10 estaven desocupats. 139 eren cases i 5 eren apartaments. Dels 104 habitatges principals, 81 estaven ocupats pels seus propietaris, 22 estaven llogats i ocupats pels llogaters i 1 estava cedit a títol gratuït; 1 tenia una cambra, 6 en tenien dues, 19 en tenien tres, 21 en tenien quatre i 57 en tenien cinc o més. 94 habitatges disposaven pel capbaix d'una plaça de pàrquing. A 39 habitatges hi havia un automòbil i a 63 n'hi havia dos o més.

### Piràmide de població
La piràmide de població per edats i sexe el 2009 era:
| Homes | Edats   | Dones |
| ----- | ------- | ----- |
| 0     | 95 o +  | 0     |
| 0     | 90 a 94 | 0     |
| 4     | 85 a 89 | 4     |
| 4     | 80 a 84 | 12    |
| 0     | 75 a 79 | 8     |
| 0     | 70 a 74 | 4     |
| 12    | 65 a 69 | 4     |
| 12    | 60 a 64 | 8     |
| 16    | 55 a 59 | 4     |
| 0     | 50 a 54 | 12    |
| 12    | 45 a 49 | 4     |
| 8     | 40 a 44 | 4     |
| 16    | 35 a 39 | 12    |
| 4     | 30 a 34 | 12    |
| 4     | 25 a 29 | 4     |
| 4     | 20 a 24 | 0     |
| 8     | 15 a 19 | 12    |
| 16    | 10 a 14 | 8     |
| 8     | 5 a 9   | 8     |
| 4     | 0 a 4   | 0     |

## Economia
El 2007 la població en edat de treballar era de 155 persones, 119 eren actives i 36 eren inactives. De les 119 persones actives 113 estaven ocupades (68 homes i 45 dones) i 6 estaven aturades (3 homes i 3 dones). De les 36 persones inactives 9 estaven jubilades, 10 estaven estudiant i 17 estaven classificades com a «altres inactius».

### Ingressos
El 2009 a Les Guerreaux hi havia 110 unitats fiscals que integraven 278 persones, la mediana anual d'ingressos fiscals per persona era de 14.701,5 €.

### Activitats econòmiques
L'únic establiment que hi havia el 2007 era d'una empresa d'hostatgeria i restauració.
L'únic servei als particulars que hi havia el 2009 era un restaurant.
L'any 2000 a Les Guerreaux hi havia 24 explotacions agrícoles que ocupaven un total de 1.005 hectàrees.

## Poblacions properes
El següent diagrama mostra les poblacions més properes.